# Stade de Mazatlán
 (mai 2021).
Si vous disposez d'ouvrages ou d'articles de référence ou si vous connaissez des sites web de qualité traitant du thème abordé ici, merci de compléter l'article en donnant les références utiles à sa vérifiabilité et en les liant à la section « Notes et références ».
L'Estadio de Mazatlán est un stade de football situé à Mazatlán au Mexique (à 875km de Mexico).
Le stade accueille principalement les matchs du Mazatlán Fútbol Club.

## Histoire
En 2017, le gouvernement de l'Etat de Sinaloa décide de moderniser les équipements sportifs de la région, et de construire un nouveau stade à Mazatlán pour y installer une franchise de football évoluant en Liga MX.
En 2020, les travaux de construction du stade ont été accélérés dans le but de le préparer avant le début de la saison de football 2020-2021. Le 2 juin 2020, l'arrivée d'une nouvelle équipe sur le site a été confirmée, le club Monarcas Morelia a été transféré du Michoacán, et il a été rebaptisé Mazatlán Fútbol Club. 
Il a été annoncé que le stade recevrait son deuxième nom "El Kraken", ce nom n'est pas officiellement reconnu par la Fédération mexicaine de football, et est considéré uniquement comme un nom commercial et administratif par le club.
Le 27 juillet 2020, se joue le premier match de championnat entre Mazatlán Fútbol Club et Club Puebla correspondant à la première journée du championnat, le match se termine par une victoire 1-4 en faveur de l'équipe de Puebla. Le match inaugural a été joué enceinte fermée en raison des mesures sanitaires causées par la pandémie de coronavirus.
Le 16 octobre 2020, le premier match avec un public a eu lieu au stade, à cette occasion 6000 spectateurs ont pu assister au match entre Mazatlán et Fútbol Club Juárez.

## Caractéristiques
Le stade a une capacité approximative de 25 000 spectateurs. Une capacité de 14 636 places dans les tribunes inférieures, une capacité de 9 204 places dans les tribunes supérieures.
C'est le plus grand site sportif de la ville de Mazatlán et le plus grand stade de football de l'état de Sinaloa.
Le stade dispose de zones climatisées pour atténuer les effets des chaleurs locales.